# Pterostichus kitakamisanus
Pterostichus kitakamisanus is een keversoort uit de familie van de loopkevers (Carabidae). De wetenschappelijke naam van de soort is voor het eerst geldig gepubliceerd in 2005 door Sasakawa.